# Arany-hegy
L'Arany-hegy est un sommet de Hongrie situé dans le 3e arrondissement de Budapest dans le Pilis, à proximité de Hármashatár-hegy. 